# Riichi Ueshiba
Riichi Ueshiba (植芝理一?, Ueshiba Riichi ; Fukuoka, 4 settembre 1969) è un fumettista giapponese.Nel 1991 ha vinto il premio Comic Open Tetsuya Chiba. Poche sono le informazioni su di lui dato che comunica esclusivamente tramite capitoli speciali delle sue opere (o omakes) nei quali si rappresenta come un gatto mono-occhio, anche se nel 2018 il suo editor ha aperto un profilo Twitter per lui.

## Vita
Dopo essersi diplomato alla scuola superiore Chiku Shigaoka della prefettura di Fukuoka, ha frequentato la Facoltà di Lettere dell'Università di Waseda, dove è entrato a far parte di un club di studio sui manga, intraprendendo così la sua carriera di disegnatore.
Con Discommunication, pubblicato durante le vacanze di primavera del secondo anno di college, ha vinto nel 1991 il primo premio nella categoria generale del Comic Open Chiba Tetsuya Award. Nello stesso anno ha debuttato come fumettista nel n. 24 di Morning. L'opera sarà in seguito pubblicata su Monthly Afternoon (numero di febbraio 1992). A causa delle suo lavoro come mangaka, non poté accedere alla tesi di laurea. Successivamente è stato attivo principalmente in Monthly Afternoon.
Discommunication è stato adattato in un dramma radiofonico nel 1996 e Yume Tsukai ha ricevuto un adattamento anime nel 2006. Nazo no kanojo X, che era un lavoro tagliato, è stato serializzato su Monthly Afternoon e ha anche ricevuto un adattamento anime nel 2012.
Gli piace il Mahjong.

## Stile
L'argomento principale dei suoi lavori è l'amore e la sessualità tra uomini e donne nel periodo della pubertà. Nel lavoro vengono affrontate varie forme di romanticismo come: l'omosessualità, l'incesto, il complesso Lolita e la sessualità feticista.
In Discommunication e Yume Tsukai, le mitologie e i folclori dell'India, del Sud-est asiatico, della Cina e del Giappone sono spesso presenti ed il romanticismo e la sessualità vengono spesso rappresentati graficamente in maniera molto complessa, appariscente, esoterica e lisergica. Ci sono anche molte citazioni e parodie agli: Yellow Magic Orchestra (principalmente i dischi: Yellow magic orchestra, solid state survivor, technodelic e BGM.), manga, anime e serie tokusatsu in generale. Secondo l'autore, l'opera che più lo ha influenzato influenzato è "screwed" di Tsuge Yoshiharu.
Ci sono alcuni cambiamenti nel design, in "Discommunication" sono state usate linee sottili per rappresentare simboli e oggetti folcloristiche in ogni dettaglio della tavola, ma da "Yume Tsukai" viene usata una linea leggermente più spessa. Da "Nazo no kanojo x", le mitologie e i folclori smettono di essere un tema centrale e lo stile enfatizza la vita quotidiana. Non si fa aiutare da alcun assistente, realizzando quindi le sue opere completamente da solo.

## Opere
- Discommunication (ディスコミュニケーション; 25 dicembre 1991-25 gennaio 1999[4])
- Discommunication: Gakuen (ディスコミュニケーション学園編; 16 dicembre 1998[5])
- Discommunication: Seireihen (ディスコミュニケーション 精霊編; 25 maggio 1999-25 settembre 2000[6])
- Yume Tsukai (夢使い; 25 Gennaio 2001-25 dicembre 2003[7])
- CGイロハのイ (Guida sull'utilizzo di photoshop; 2001[8])
- Nazo No Kanojo X (謎の彼女Ｘ; 25 agosto 2004-25 settembre 2014[9])
- Neo Kiseijuu (ネオ寄生獣;  25 settembre 2014-25 marzo 2016[10] solo il capitolo 9, il viaggio di migi)
- Ookumo-chan flashback (大蜘蛛ちゃんフラッシュ・バック; 25 maggio 2017-25 giugno 2020[11])